# Дечији музички фестивал Шарени Вокали
Дечији музички фестивал Шарени Вокали је такмичарски музички фестивал за децу старости до 15 година.

## О фестивалу
Фестивал Шарени Вокали настаје 2010. године, када је и Сомборско Певачко Друштво обележавало 140 година постојања.   
Интонација, интерпретација и сценцки наступ сваког учесника су подразумевани параметри за задовољење у склопу ткамичења које се изводи по узрастним групама. 
Награде стручног жирија подразумевају 1. 2. и 3. место, награду за интерпретацију, и награду Гран При фестивала -Шарени Вокал за годниу одржавања.Публика и посетиоци имају могућност гласања заокруживањем фаворита чиме изабрани од стране публике добија и ту награду.
Идеја фестивала је промовисање дечијег вокалног талента и презентовање композиторима из региона, и популаризација дечијег музичког ствралаштва. 

Народно позориште Сомбор омогућава просторни допринос одржавању фестивала.

Уметнички директор и диригент хора је Марија Хајнал Стошић и Биљанка Матић, асистент и подршка.